# 图阿尔塞
图阿尔塞（法語：Thouarcé，法語發音：[twaʁse] ⓘ）是法国曼恩-卢瓦尔省的一个旧市镇，属于昂热区。2016年1月1日，图阿尔塞和相邻的另外4个市镇合并成为新市镇贝勒维涅昂莱永（Bellevigne-en-Layon），图阿尔塞为政府驻地。

## 地理
图阿尔塞（47°16'1"N, 0°29'59"W）面积18.74 平方千米，位于法国卢瓦尔河地区大区曼恩-卢瓦尔省，该省份为法国西部内陆省份，大致对应安茹地区，北起顺时针与马耶讷省、萨尔特省、安德尔-卢瓦尔省、维埃纳省、德塞夫勒省、旺代省、大西洋卢瓦尔省和伊勒-维莱讷省接壤。
与图阿尔塞接壤的市镇（或旧市镇、城区）包括：瓦朗茹。
图阿尔塞的时区为UTC+01:00、UTC+02:00（夏令时）。

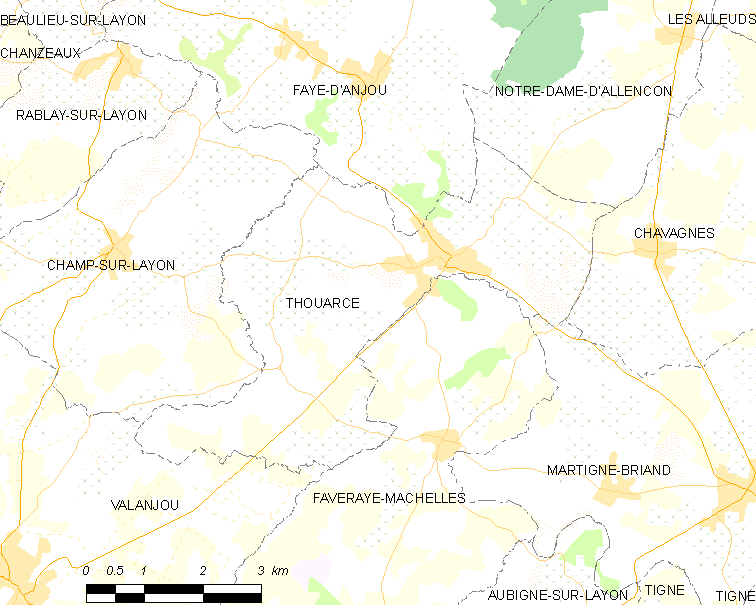
图阿尔塞的OSM定位图

## 行政
图阿尔塞的邮政编码为49380、49750，INSEE市镇编码为49345。

## 政治
图阿尔塞所属的省级选区为安茹地区舍米耶县。

## 人口

1962-2008年间图阿尔塞人口变化图示

图阿尔塞于2018年1月1日时的人口数量为1961人。